# Kevin Kampl
Kevin Kampl, född 9 oktober 1990 i Solingen, är en slovensk fotbollsspelare som spelar för tyska RB Leipzig.
Kampl föddes i Solingen, Tyskland. Hans föräldrar flyttade till Tyskland från Maribor, Slovenien, nära österrikiska gränsen. Han har dubbelt medborgarskap och hade varit tillgänglig för spel i Tysklands fotbollslandslag, men har valt att representera Sloveniens fotbollslandslag.

## Meriter

### Klubb
Red Bull Salzburg
- Österrikiska Bundesliga: 2013/2014
- Österrikiska cupen: 2013/2014